# Tesouro de Gourdon

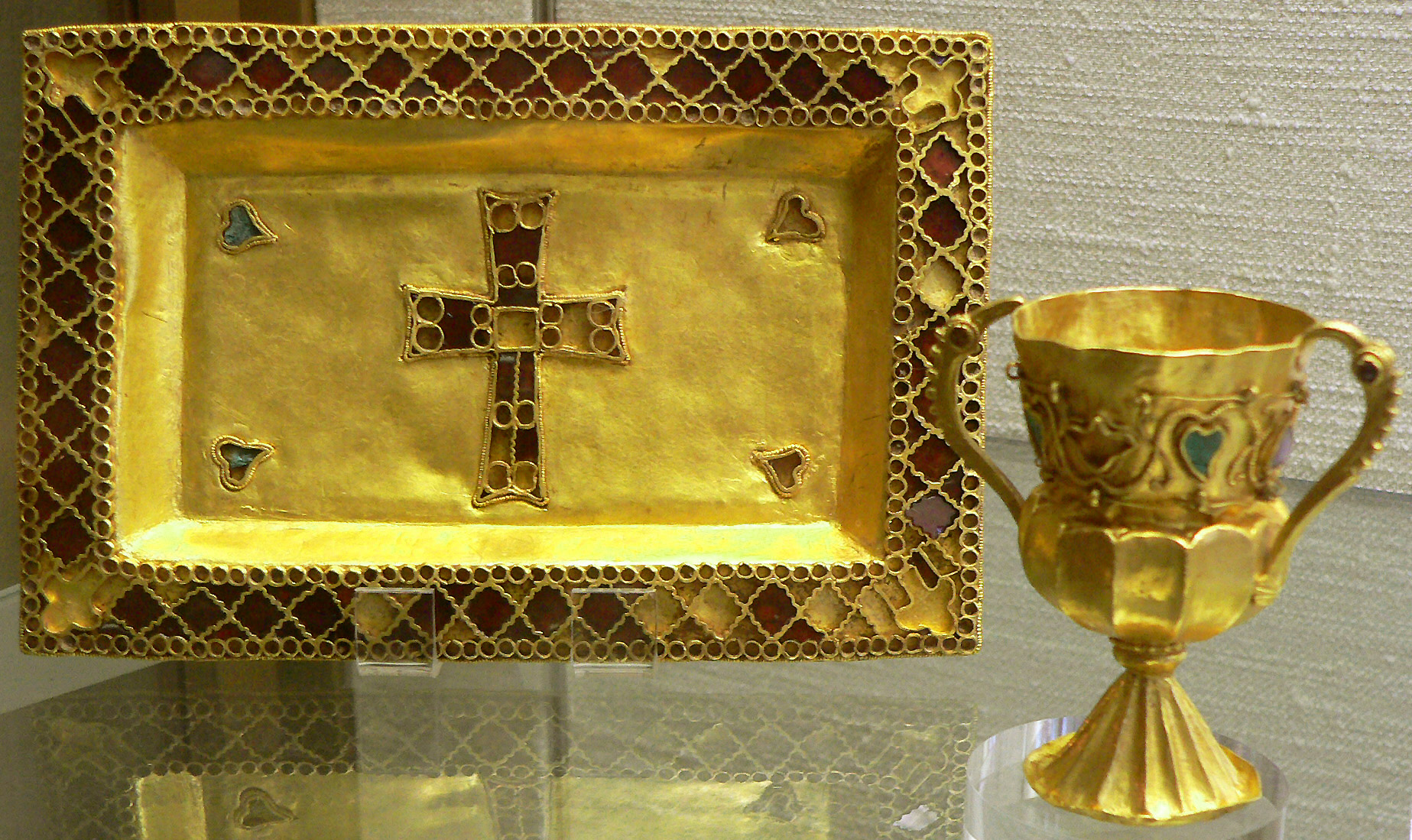
Patena e o cálice do Tesouro de Gourdon.

O Tesouro de Gourdon (em francês: Trésor de Gourdon), desenterrado próximo de Gourdon, na França, em 1845, é um tesouro de ouro composto por objetos que datam do final do século V e começo do século VI, que foi secretado logo após 524. Quando foi encontrado, o tesouro continha um cálice e uma patena retangular, que estavam similarmente aplicados com granadas e turquesas em compartimentos cloisonné, junto com ca. 100 moedas datadas dos reinados dos imperadores bizantinos Leão I, o Trácio (r. 457-474) até Justino I (r. 518-527). O cálice e a patena podem ser chamados de merovíngios precoces ou galo-romanos tardios.
No século VI, Gourdon foi o sítio de um mosteiro, de onde estes objetos podem ter vindo. A última data entre as moedas que faziam parte do tesouro podem ser fixadas ca. 524. O tesouro pode ter sido enterrado em antecipação a um raide. Sua recuperação foi fortuita: uma pastora, Louise Forest, o descobriu abaixo de uma telha romana gravada com uma cruz. O tesouro foi vendido em um leilão em Paris, em 20 de julho de 1846, quando a patena e o cálice foram adquiridos pelo Estado, ao passo que as moedas foram dispersadas e perdidas de vista. O tesouro está preservado no Gabinete das Medalhas, em Paris, um departamento da Biblioteca Nacional da França.